# Dingue de toi (manga)
Pour les articles homonymes, voir Dingue de toi (homonymie).
Dingue de toi (むちゃくちゃ大好き, Mucha....Kucha...Daisuki)  est un manga de Ako Shimaki en 4 volumes qui sont parus au Japon entre janvier 2001 et février 2002. En France, il est édité par Asuka, depuis septembre.

## Histoire
La rencontre entre Tsuyoshi, un jeune Tokyoïte, et Aoi, une campagnarde naïve. Le début d'un amour impossible…

### Personnages
- Aoi Katagiri : Héroïne très naïve, elle va tomber amoureuse de Tsuyoshi, un vrai Don Juan et tout faire pour lui plaire.
- Tsuyoshi Sugita : Jeune homme qui s'amuse avec les filles, mais la naïveté et la pureté d'Aoi vont lui ouvrir les yeux et il tombera amoureux d'elle.
- Hetai : Ami d'Aoi, il doit se marier avec elle quand ils auront dix-huit ans. Avec le père d'Aoi, il cache un lourd secret.